# San Antonio Tepetlapa
San Antonio Tepetlapa è un comune del Messico, situato nello stato di Oaxaca.